# Florentín Giménez
Florentín Giménez (født 14. marts 1925 i Ybycuí - død 11. marts 2021 i Asunción, Paraguay) var en paraguayansk komponist, trommeslager, pianist, rektor og lærer.
Giménez spillede i sin ungdom trommer og klaver i forskellige rytmiske grupper i sin hjemby, Han droppede senere at spille, og studerede komposition på La Lira-Musikkonservatoriet i Asunción, og blev en af de første klassiske musikkomponister af betydning fra Paraguay. Han har skrevet 6 symfonier, orkesterværker, kammermusik, koncertmusik, sange etc. Han var rektor og lærer i komposition på Det Nationale Musikkonservatorium i Asunción.

## Udvalgte værker
- Koncertantesymfoni (nr. 1) - for klaver og orkester
- Symfoni nr. 2 "Årstidernes symfoni" - for kor og orkester
- Symfoni nr. 3 - for orkester
- Symfoni nr. 4 "Sortilegio" - for orkester
- Symfoni nr. 5 - for orkester
- Symfoni nr. 6 (Dedikeret til Agustín Pío Barrios) - for orkester